# Brat papieża
Brat papieża – polski film biograficzny w reżyserii Stanisława Janickiego opowiadający o losach starszego brata Karola Wojtyły, Edmunda Wojtyły. Premiera odbyła się 27 sierpnia 2006.

## Obsada
Obsada:
- Włodzimierz Pohl jako Edmund Wojtyła
- Kazimierz Czapla jako profesor Władysław Szumowski
- Maria Suprun jako Jadwiga Urban